# Красновское сельское поселение (Старицкий район)
Красно́вское се́льское поселе́ние — упразднённое в 2012 году муниципальное образование Старицкого района Тверской области.
Красновское сельское поселение было образовано в соответствии с законом Тверской области от 28 февраля 2005 г. № 48-ЗО. Включило в себя территории Красновского и Максимовского сельских округов.
Административный центр — деревня Красное.
Законом Тверской области от 28 мая 2012 года № 31-ЗО, Старицкое сельское поселение, Красновское сельское поселение и Корениченское сельское поселение преобразованы в Сельское поселение «станция Старица», с административным центром в населённом пункте станция Старица.

## Географические данные
- Общая площадь: 158,9 км²
- Нахождение: центральная часть Старицкого района, к северо-западу от города Старица.
- Граничит:
  - на севере и западе — с Берновским СП,
  - на востоке — с Паньковским СП
  - на юге — со Старицким СП
  - на юго-западе — с Луковниковским СП

Главная автодорога — «Торжок—Высокое—Берново—Старица».
Поселение пересекает железная дорога «Торжок—Ржев».
Основная река — Холохольня, и её притоки Жуковка, Дерна.

## Население
На 01.01.2008 — 980 человек.
Национальный состав: русские.

## Населённые пункты
На территории поселения находятся следующие населённые пункты:
| №  | Тип нп | Название  | Население (2008 год) |
| -- | ------ | --------- | -------------------- |
| 1  | дер.   | Алферьево | 5                    |
| 2  | дер.   | Антоново  | 0                    |
| 3  | дер.   | Башмаково | 4                    |
| 4  | дер.   | Грыжнево  | 0                    |
| 5  | дер.   | Железово  | 0                    |
| 6  | дер.   | Искрино   | 14                   |
| 7  | дер.   | Красное   | 400                  |
| 8  | дер.   | Маслово   | 4                    |
| 9  | дер.   | Налеткино | 28                   |
| 10 | дер.   | Петраково | 0                    |
| 11 | дер.   | Слобода   | 30                   |
| 12 | дер.   | Шавково   | 20                   |
| 13 | дер.   | Щупалиха  | 0                    |
| 14 | дер.   | Бели      | 8                    |
| 15 | дер.   | Ботнево   | 66                   |
| 16 | дер.   | Братково  | 183                  |
| 17 | дер.   | Избихино  | 8                    |
| 18 | дер.   | Кушниково | 4                    |
| 19 | дер.   | Максимово | 163                  |
| 20 | дер.   | Маслово   | 31                   |
| 21 | дер.   | Русобино  | 4                    |
| 22 | дер.   | Титово    | 8                    |

### Бывшие населённые пункты
На территории поселения исчезли деревни Рябово, Сафроново, Шавково; хутора Бажарово, Быково, Жуковец, Лом, Новый Луч и другие.

## История
С образованием губерний территория поселения входит в Тверскую провинцию Санкт-Петербургской, затем (с 1727 года), Новгородской губернии. С образованием в 1796 году Тверской губернии территория поселения вошла в Старицкий уезд.

После ликвидации губерний в 1929 году территория вошла в Старицкий район Западной области. С 1935 года — в составе Калининской области. С 1990 года — в Тверской области.
В XIX-начале XX века деревни поселения относились к Братковской и Прасковьинской волостям Старицкого уезда Тверской губернии.

В 1950-80-е годы существовали Красновский и Максимовский сельсоветы, которые в 1994 году преобразованы в соответствующие сельские округа.

## Экономика
На территории сельского поселения ведут работу 2 сельскохозяйственных предприятия - СПК "Исток" (Максимово) и колхоз "Октябрь" (Красное). Продукция реализуется в ряд предприятий Старицкого района, такие, как например "Старицкий маслосырзавод", а также ведётся оптовая и розничная торговля.

## Инфраструктура
Имеется 1 медицинский пункт, Максимовская начальная школа (1-4 классы), Красновская средняя школа (1-9 классы, до 2008 года осуществлялось обучение с 1 по 11 классы), котельная, 2 детских сада.

## Известные люди
В деревне Налеткино родился Герой Советского Союза Виктор Михайлович Козлов.
В деревне Кушниково родился писатель Виктор Александрович Курочкин.

## Достопримечательности
- Храм Преображения Господня в с.Красное (построен в 1790 г.). Аналогичный храм построен в Санкт-Петербурге тем же архитектором (Юрий Фельтен).

Часовня в д. Маслово

- Часовня в д. МасловоВ д. Маслово в 4 км от с. Красное есть два чудесных источника с «живой и мертвой» водой. Над тем что с живой водой построена часовня в память Иоанна Крестителя воды этого источника помогают хорошо людям с больным желудком. Воды другого источника с мертвой водой полезны людям с больными глазами известен случай когда одна девочка начала терять зрение и когда она стала умывать глаза водой с источника то процесс ослепления полностью прекратился и сейчас она уже не вспоминает об этом случае. При источнике есть купель в которой происходит крещение с полным погружением а также в ней можно искупаться. Сам комплекс зданий часовни создан всем миром. Все, кто знает источник, не остались безучастны к его ремонту и внесли свою помощь в строительство. Источник часто посещаем туристами из Москвы и Санкт-Петербурга.